# Chad Lowe
Pour les articles homonymes, voir Lowe.
Charles Conrad "Chad" Lowe, est un acteur, producteur et réalisateur américain né le 15 janvier 1968 à Dayton, (Ohio).

## Biographie

### Enfance et formation
Chad Lowe est né le 15 janvier 1968 à Dayton, dans l'État de l'Ohio. Ses parents sont Barbara Hepler et Charles Davis Lowe. Il est le frère cadet de l'acteur Rob Lowe. 
Il est le demi-frère de Micah Dyer (1973), producteur de télévision, né du deuxième mariage de sa mère ainsi que de Justin W. Lowe (1990), né du deuxième mariage de son père.

### Carrière
En 2010, il obtient le rôle de Byron Montgomery dans la série télévisée Pretty Little Liars, développée par I. Marlene King. Elle est diffusée sur la chaîne américaine ABC Family du 8 juin 2010 au 27 juin 2017. L'univers de la série est adapté de la série littéraire Les Menteuses de Sara Shepard. 
Il incarne le père d'Aria Montgomery, interprété par Lucy Hale l'un des personnages principaux, crédité comme l'un des personnages principaux pour les trois premières saisons, il est ensuite invité durant les saisons 4 et 5 avant de redevenir récurrent à partir de la sixième saison.
Grâce à ses bonnes audiences, Pretty Little Liars a été renouvelée jusqu’à la septième et dernière saison, diffusée courant 2017. 

### Vie privée
Le 28 septembre 1997, Chad Lowe épouse Hilary Swank, rencontrée sur le tournage du film Hollywood People (en). Ils annoncent leur séparation début janvier 2006. Leur divorce est prononcé en novembre 2007.
Il est en couple avec Kim Painter, une productrice américaine, rencontrée en janvier 2007. Le 28 août 2010, ils se marient au bord de l'océan dans le complexe de Terranea Resort, Rancho Palos Verdes, en Californie. Le couple a trois filles : Mabel Painter Lowe, née en mai 2009, Fiona Hepler Lowe, née le 15 novembre 2012 et Nixie Barbara, née le 18 mars 2016.

## Filmographie

### Cinéma
- 1984 : Oxford Blues : un hacker (non crédité)
- 1988 : Apprentice to Murder : Billy Kelly
- 1989 : Personne n'est parfaite (Nobody's Perfect) : Stephen / Stephanie
- 1989 : Deux frères en cavale (True Blood) : Donny Trueblood
- 1991 : Bienvenue en enfer (Highway to Hell) : Charlie Sykes
- 1996 : Driven : LeGrand
- 1997 : The Others réalisé par Travis Fine : directeur VTV
- 1997 : Floating : Doug
- 1997 : Do me a favor : Marty
- 1997 : Hollywood People (en) : Richard
- 1998 : Suicide, the Comedy : JJ
- 2000 : The Audition (court métrage)
- 2001 : Your Guardian : Parker Smith
- 2002 : Infidèle (Unfaithful) : Bill Stone
- 2002 : The Space Between (court métrage) : Ticket Man
- 2003 : Red Betsy : Orin Sanders
- 2014 : California Scheming  : Mr. Behrle
- 2015 : Entourage  : Chad Lowe

### Télévision

#### Séries Télévisées

##### Années 1980-1990
- 1984 - 1985 : Spencer : Spencer Winger
- 1988 : CBS Schoolbreak Special : Michael Wells
- 1991 - 1993 : Corky, un adolescent pas comme les autres (Life Goes On) : Jesse McKenna
- 1995 : La Saga des McGregor : Sam Taylor
- 1996 : ABC Afterschool Specials : Roger
- 1996 - 1997 : Melrose Place : Carter Gallavan
- 1997 : Les Prédateurs : Neville
- 1997 : Urgences (ER) : Dr George Henry (3 épisodes)
- 1998 : Les Anges du bonheur (Touched by an Angel) : Arthur Bowers
- 1998 : Poltergeist : Les Aventuriers du surnaturel : Josh Miller
- 1998 : Superman, l'Ange de Metropolis : Cosmic Boy / Rokk Krinn (voix)
- 1999 : Popular : Luke Grant
- 1999 - 2000 : Un agent très secret (Now and Again) : Craig Spence
- 1999 - 2000 : La Famille Delajungle : Buck the Ibex / Barking Deer #1 (voix)

##### Années 2000
- 2001 : Le Projet Zeta : Wade Pennington (voix - 1 épisode)
- 2001 : Les Nuits de l'étrange (Night Visions) : Andy Harris (1 épisode)
- 2001 : New York, unité spéciale : Jason Mayberry (saison 2, épisode 20)
- 2003 : Le Justicier de l'ombre (Hack) : Jimmy Scanlon (1 épisode)
- 2003 : Les Experts : Miami : Scott Mandeville (1 épisode)
- 2004 : FBI : Portés disparus : Lawrence Pierce (1 épisode)
- 2005 : Urgences (ER) : Dr George Henry (1 épisode)
- 2005 : Medium  : David Call (1 épisode)
- 2007 : 24 heures chrono : Reed Pollock (8 épisodes)
- 2009 : Bones : Brandon Casey (1 épisode)
- 2009 : Ghost Whisperer : Nathan Weiss (1 épisode)
- 2010 - 2016 : Pretty Little Liars : Byron Montgomery (saisons 1 à 3 - invité saisons 4, 5 et 7 - récurrent saison 6 - 81 épisodes)
- 2010 : Drop Dead Diva : Daniel Porter (1 épisode)
- 2011 - 2019 : La Ligue des Justiciers : Nouvelle Génération : Captain Marvel (voix - 5 épisodes)
- 2016 : Rizzoli and Isles : Charlie Douglas (saison 6, épisode 14)
- 2017 - 2018 : Supergirl : Thomas Coville (saison 3 - 7 épisodes)
- 2017 : Famous in Love : lui-même
- 2022-2023 : 911 Lone Star : Robert Strand (Invité saison 3 et 4)

#### Télévision
- 1984 : Flight 90: Disaster on the Potomac : Al Hamilton
- 1984 : Silence of the Heart : Skip Lewis
- 1986 : Une vie de star (There Must Be a Pony) : Josh Sydney
- 1988 : April Morning : Adam Cooper
- 1990 : So Proudly We Hail : Billy Kincaid
- 1991 : Une femme indésirable (An Inconvenient Woman) : Kippie Petworth
- 1991 : Captive : Jeff Frost
- 1993 : Candles in the Dark : Jaan Toome
- 1995 : Siringo : Winton Powell
- 1995 : Ma fille en danger (Fighting for My Daughter) : Eric
- 1995 : The Show Formerly Known as the Martin Short Show : Rob 'That's Right' Tarda
- 1995 : Jessica, le combat pour l'amour (Dare to Love) : Stephen
- 1997 : In the Presence of Mine Enemies : Sergent Lott
- 1998 : Objectif Terre: L'invasion est commencée (Target Earth) : Commander
- 1999 : The Appartment Complex : Stan Warden
- 2000 : Take Me Home: The John Denver Story : John Denver
- 2001 : Acceptable Risk : Edward Welles
- 2005 : Un destin si fragile (Fielder's Choice) : Philip
- 2018 : Petits meurtres et confidences: l'art du meurtre : Clyde Bennett
- 2018 : Petits meurtres et confidences: un meurtre à l'école : Clyde Bennett
- 2018 : Petits meurtres et confidences: Hailey Dean Mystery: A Will to Kill : Clyde Bennett

## Distinctions

### Récompenses
- 1993 : 45e cérémonie des Primetime Emmy Awards : Meilleur acteur dans un second rôle dans une série télévisée dramatique pour Corky, un adolescent pas comme les autres (Life Goes On) (1989)
- 2007 : Sarasota Film Festival : Meilleur réalisateur débutant pour Beautiful Ohio

### Nominations
- 1989 : 16e cérémonie des Daytime Emmy Awards : Meilleur interprète dans un programme spécial pour enfants pour CBS Schoolbreak Special (1984)
- 1993 : Viewers for Quality Television (en) : Meilleur acteur dans une série dramatique pour Corky, un adolescent pas comme les autres (Life Goes On) (1989)